# Alphonse U Than Aung
Alphonse U Than Aung (* 1. August 1933 in Chanthaywa; † 2. November 2004) war Erzbischof von Mandalay.

## Leben
Alphonse U Than Aung empfing am 18. Januar 1959 die Priesterweihe.
Paul VI. ernannte ihn am 28. April 1975 zum Weihbischof in Mandalay und Titularbischof von Horrea. Der Apostolische Pro-Nuntius in der Volksrepublik China und Bangladesch, Edward Idris Cassidy, weihte ihn am 19. Oktober desselben Jahres zum Bischof; Mitkonsekratoren waren Aloysius Moses U Ba Khim, Erzbischof von Mandalay, und Gabriel Thohey Mahn-Gaby, Erzbischof von Rangoon. 
Johannes Paul I. ernannte ihn am 25. September 1978 zum Erzbischof von Mandalay. Von seinem Amt trat er am 3. April 2002 zurück. Johannes Paul II. ernannte ihn am 3. April 2002 zum Titularerzbischof pro hac vice von Chusira.